# Топольников, Николай Никитич
Николай Никитич Топольников (1 декабря 1918, Калмазово — 21 апреля 1998, Подгородная) — командир миномётного взвода 1339-го стрелкового полка, лейтенант. Герой Советского Союза.

## Биография
Родился 1 декабря 1918 года в селе Калмазово. Украинец. Член ВКП(б)/КПСС с 1943 года. Окончил 10 классов. Работал в колхозе.
В Красной Армии с 1938 года. На фронте в Великую Отечественную войну с августа 1941 года. Участник обороны Новороссийска.
Командир миномётного взвода 1339-го стрелкового полка 318-й стрелковой дивизии 18-й армии Северо-Кавказского фронта лейтенант Топольников отличился в десантной операции на Керченском полуострове в ноябре 1943 года в районе посёлка Эльтиген.
1 ноября он в составе батальона капитана П. К. Жукова в числе первых высадился на берег и быстро установил миномёты. В первые минуты боя взвод уничтожил до десяти вражеских огневых точек и более роты немецких солдат, чем способствовал захвату плацдарма.
Противник подтянул танки и артиллерию. Взвод лейтенанта Топольникова отражал атаки противников огнём миномётов, а когда кончились снаряды и мины, со стрелковым оружием присоединились к пехотинцам. Топольников лично участвовал в рукопашных схватках, в которых уничтожил несколько немецких солдат и офицеров. Он был ранен, но из боя не вышел и продолжал командовать подразделением.
Указом Президиума Верховного Совета СССР от 17 ноября 1943 года за мужество, отвагу и героизм лейтенанту Топольникову Николаю Никитичу присвоено звание Героя Советского Союза с вручением ордена Ленина и медали «Золотая Звезда».
С 1946 года капитан Н. Н. Топольников — в запасе. Жил в посёлке городского типа Подгородная Первомайского района Николаевской области. Работал на железнодорожном транспорте мастером производственного участка. Умер 21 апреля 1998 года. Похоронен на кладбище посёлке Подгородная.
Награждён орденом Ленина, двумя орденами Отечественной войны 1-й степени, орденом Отечественной войны 2-й степени, медалями.